# Das Phantom der Oper (1916)
Das Phantom der Oper ist ein deutsches Stummfilmdrama aus dem Jahr 1916 von Ernst Mátray mit Nils Chrisander und Aud Egede Nissen in den Hauptrollen.

## Handlung
Der Erbauer des Opernhauses, Erik, hat von Anbeginn seine Spielstätte mit allerlei technisch-mechanischen Raffinessen ausgestattet. Und er sorgte beim Bau für einen Geheimgang, mit dem er unbemerkt in sein Kellergewölbe gelangen kann. Erik hat sich mit einem alten Opernstammgast, der sich Das Phantom nennt, eine zweite, heimliche Existenz aufgebaut. Eines Tages wird der weibliche Star der Oper krank und kann daher nicht auftreten. Das Phantom empfiehlt daraufhin dem Operndirektor für die Rolle der Margarete eine noch junge, unbekannte Künstlerin: Christine.
Der Direktor nimmt Christine, ahnt aber nicht, dass das junge Mädchen zur Obsession des im Gesicht entstellten Phantoms wird, das sich unsterblich in die Nachwuchssängerin verliebt hat. Christine feiert große Erfolge, was jedoch bald Eriks Eifersucht und Besitzansprüche nährt. Eines Tages entführt Das Phantom sie und hält die Sängerin in den nur ihm bekannten Kellergewölben als seinen ganz persönlichen Besitz gefangen, in der Hoffnung, dass diese seine Liebe erwidert. Erst Christines Freund kann, mit Hilfe eines Persers, die junge Frau befreien. Dabei findet Das Phantom den Tod.

## Produktionsnotizen
Das Phantom der Oper ist die erste Verfilmung dieses beliebten Schauerromans von Gaston Leroux. Die Dreharbeiten fanden im Herbst 1915 in den Greenbaum-Ateliers von Berlin-Weißensee statt. Im März 1916 passierte der Film die Zensur und wurde (wohl wenig später) im Marmorhaus uraufgeführt. Noch im selben Jahr lief Das Phantom der Oper mit einer Länge von vier Akten auch in Wien an. Bei der deutschen Neuzensur am 22. April 1921 war der Film, der nunmehr als Das Gespenst im Opernhaus lief, fünf Akte auf 1381 Metern lang und erhielt Jugendverbot.
Die Drehbuchautorin Greta Schröder war zu dem Zeitpunkt der Dreharbeiten mit dem Phantom-Regisseur Ernst Mátray verheiratet und nannte sich Greta Schröder-Matray. Für den 19-jährigen Nachwuchskameramann Mutz Greenbaum und Sohn des Produzenten Jules Greenbaum war diese Produktion eine seiner ersten Arbeiten als Cheffotograf.
Der Film gilt heute als verschollen.

## Kritiken
„Dieser wirkungsvolle Film weist infolge der phantastischen, geheimnisvollen Handlung, die schließlich auf ganz natürlichem Wege ihre Lösung findet, eine besondere Eigenart auf. Besonders hervorzuheben sind die wirklich besonders prächtigen Bilder, die der geheimnisvollen Handlung entsprechend, in düsterer Beleuchtung aufgenommen, sehr eindrucksvoll wirken.“

In Paimann’s Filmlisten ist zu lesen: „Stoff gut, Photos, Spiel und Szenerie sehr gut.“